# Joost Vandecasteele
Joost Vandecasteele (1979) is een Vlaams schrijver en stand-upcomedian. 

## Biografie
Vandecasteele studeerde theaterregie aan het RITCS. In 2002 won hij met zijn theatermonoloog Sparta 2010 de Theater Aan Zee-prijs. Van 2005 tot 2009 was hij lid van het theatercollectief Abattoir Fermé. 
Hij publiceerde diverse kortverhalen in onder meer Deus Ex machina, De Brakke Hond, De Revisor en Vice magazine. In 2007 won hij de Brandende Pen voor Nooit meer vrede. Dit kortverhaal werd opgenomen in Hoe de wereld perfect functioneert zonder mij, een verhalenbundel waarmee Vandecasteele debuteerde bij De Arbeiderspers in 2009. Deze bundel werd genomineerd voor de Nederlandse Selexyz Debuutprijs en de Academica Debutantenprijs en won de Vlaamse debuutprijs in 2010. Het juryrapport luidt als volgt: Vandecasteele troont ons mee in een spooky en tegelijk ook hedonistisch universum dat slechts een paar ademtochten in de toekomst ligt. De tien verhalen uit ’Hoe de wereld perfect functioneert zonder mij’ denderen aan een helse rotvaart over je heen en zijn als een vernuftig onderaards gangenstelsel met elkaar verbonden. Het zijn verhalen over overleven in een vijandige metropolis, omgaan met excessief geweld, ongebreidelde consumptie, rebellie en irritante exen.

## Televisie
- Advocaat van de duivel (2016)
- Generatie B (2017)
- We moeten eens praten (2021)
- Rough Diamonds (2023)
- Groeien & Bloeien (2024)